# Waiting for the Sirens' Call
Pour les articles homonymes, voir Sirens Call.
Albums de New Order
Get Ready
(2001) Lost Sirens
(2011)
Waiting for the Siren's Call est le huitième album du groupe britannique New Order, sorti en 2005.

## Titres
1. Who's Joe? (5:43)
2. Hey Now What You Doing (5:13)
3. Waiting for the Sirens' Call (5:40)
4. Krafty (4:33)
5. I Told You So (5:58)
6. Morning Night and Day (5:09)
7. Dracula's Castle (5:37)
8. Jetstream (5:21)
9. Guilt Is a Useless Emotion (5:37)
10. Turn (4:33)
11. Working Overtime (3:26)